# Kåre Traberg Smidt
Kåre Erfurt Traberg Smidt (født 17. februar 1972 i København) er en dansk forsvarsadvokat. Han er søn af kunstmaler Birgit Boline Erfurt og advokat Laue Traberg Smidt. Han aftjente sin værnepligt i Den Kongelige Livgarde i 1990 og var udstationeret i Kroatien og Bosnien som NATO-officer, fungerende som Kaptajn-R i perioden 1996-1998.
Han er uddannet cand.jur. fra Københavns Universitet i 2005 og fik beskikkelse som advokat i 2008.
Han arbejder primært med straffesager og menneskerettigheder, herunder asylsager. I januar 2009 stiftede han eget advokatfirma: Advokaterne Lygten sammen med advokat Ulla Paabøl .
Traberg har figureret en del i medierne, eksempelvis som advokat for forudrettede i Perle-sagen, samt i forbindelse de afviste asylansøgere i Brorsons Kirke. Her har han deltaget i flere TV-udsendelser i DR1 og TV2.
Han har i sensommeren 2014, i kronikker og optrædener i såvel TV2 News, DR2 Deadline og TV2, revset såvel regeringen som sit eget parti Venstre for at nedgøre udlændinge og flygtninge. Han talte om anstændighed, moral og menneskesyn som en mangel i dagens politiske debat.
I december 2015 meldte hans sig ud af partiet Venstre i protest mod regeringens udlændinge- og retspolitik, som han kritiserede for at være for kortsynet og udemokratisk. I stedet meldte han sig ind i Alternativet som menigt medlem. Han indtrådte som suppleant i Københavns Borgerrepræsentation d. 19. april 2018 som afløser for Jakob Gorm (Alternativet). I August 2020 meldte Traberg sig ud af Alternativet og ind i Fremad. 
Da Fremad lukkede blev han løsgænger.
Kåre Traberg Smidt er medlem af Venstre, og stiller op til kommunalvalget i København i november 2025. 